# Macrobiotus echinogenitus
Macrobiotus echinogenitus är en djurart som tillhör fylumet trögkrypare, och som beskrevs av Ferdinand Richters 1904. Macrobiotus echinogenitus ingår i släktet Macrobiotus och familjen Macrobiotidae. Det är osäkert om arten förekommer i Sverige. Inga underarter finns listade i Catalogue of Life.